# Бурьянов, Андрей Фаддеевич
Андрей Фаддеевич Бурьянов (25 ноября 1880 — 16 ноября 1919) — токарь по металлу, меньшевик, последователь Плеханова, депутат Государственной думы IV созыва от Таврической губернии.

## Биография
По сословной принадлежности происходил из крестьян Лебединской волости Лебединского уезда Харьковской губернии. Уроженец Лебедина. Родился в семье крестьянина Фаддея Ивановича Бурьяна и его жены Евдокии Николаевны. Начальное образование получил в домашних условиях. Работал токарем по металлу на «Азово-Черноморском заводе» в Бердянске Таврической губернии. Месячный заработок составлял более 100 рублей. Член РСДРП, меньшевик c 1904 года. В конце 1907 года арестован в Киеве за участие в южно-русской конференции РСДРП и принадлежность к партии, и приговорён Киевской судебной палатой к 2 годам тюремного заключения по обвинению по 2 части 132 статьи Уголовного Уложения. Отбывал срок в Киевском Централе. Освободился в мае 1910. Вскоре после освобождения женился на сельской учительнице из Бердянска Ефросиньи Антоновне Самойловой, знакомой ему по партийной работе. Ко времени выборов в Думу окончательно установился русифицированный вариант написания фамилии Бурьянов.
25 октября 1912 избран в Государственную думу IV созыва от общего состава выборщиков Таврического губернского избирательного собрания. Вошёл в состав социал-демократической фракции. Состоял в думских комиссиях: по народному образованию; для рассмотрения законопроекта о преобразовании полиции в империи; по запросам; о народном здравии; по рабочему вопросу. Устранён от работы Дум на 15 заседаний на основании статьи 38 закона об учреждении Государственной Думы. В 1913 году в Киеве был задержан, но отпущен вследствие депутатского иммунитета.
С осени 1913 года после раскола фракции стал беспартийным депутатом, не желая объединяться ни с большевиками, ни с меньшевиками. Выход из фракции в знак протеста против её раскола был горячо поддержан Г. В. Плехановым. Бурьянов — один из инициаторов создания группы «Единство». 24 января 1914 Бурьянов писал Плеханову, что после закрытия «Новой рабочей газеты» ему негде публиковать полемику с меньшевиками-ликвидаторами. Для этого он предложил издавать еженедельную (или раз в две недели) газету «Единство». Вышло три номера. Не хватало денег, возникали конфликты с поставщиками бумаги и владельцем типографии. В мае 1914 года у Бурьянова происходит первый нервный срыв, отягощённый туберкулёзом, полученным в тюрьме. 14 мая он пишет Плеханову: «…Я совершенно развинтился: ночью идёт кровь из носа; сегодня после Вашего письма нервничал до слёз. Довольно с меня. Найдутся сильнее меня, которые не заметят моего ухода из передовых постов… Мне теперь как раз пойти по дороге Малиновского…». В июле 1915 — марте 1916 года Бурьянов под влиянием Плеханова выступал в Думе за оборону. В 1914 году — меньшевик-партиец. Во время Первой мировой войны был близок к оборончеству. Весной 1916 года против Бурьянова возбуждены два дела по ст. 1534 Уложения за оскорбление отца и матери. По определению Сумского окружного суда по Лебединскому уезду от 23 августа 1916 года и Харьковской судебной палаты от 10 августа 1916 года производство этих дел прекращено в связи примирением сторон. В конце 1916 года вступил в Прогрессивный блок.
В феврале 1917 был на родине, в конце марта (в 20-х числах) 1917 года направил телеграмму Киевскому Совету рабочих депутатов с предложением требовать от Временного правительства «в интересах революции и демократического контроля» включения в него Г. В. Плеханова как министра без портфеля. 6 апреля 1917 года газета «Бердянские новости» сообщала, что находящийся в Бердянске депутат Государственной Думы А. Ф. Бурьянов не сможет выступить на митинге, так как из-за выступления в казармах Павловского полка «голоса он совершенно лишился». 12 апреля 1917 года Бурьянов, по сообщению местных газет, выехал в Петроград. Но до столицы он не доехал, в мае 1917 жена обратилась в Думу с просьбой предоставить Бурьянову отпуск, так как сам он подать заявление не может, находясь «на излечении в Харькове в губернской земской больнице в отделении душевнобольных». 5 сентября 1917 Бурьянов лично обратился в Думу из Бердянска Таврической губернии с сообщением о своей болезни и в связи с этим с просьбой о сложении депутатских полномочий и выходе из партии.
16 ноября 1919 года Бурьянов умер, по воспоминаниям семьи, от туберкулёза лёгких, но, судя по печати на свидетельстве о смерти, в психиатрическом отделении Харьковской больницы.

## Семья
- Жена — Ефросинья Антоновна Бурьянова, урождённая Самойлова (1889—1965), сельская учительница, впоследствии врач[2][5].
  - Дочь — Елена (1913—1985), замужем за Героем Советского Союза (1942), подводником, капитаном 2-го ранга И. И. Фисановичем[5]
  - Сын — Всеволод (1915—2002)[5], подводник, капитан 2-го ранга[6]

## Адреса
- 1915—1917 — Петроград, Суворовский проспект 37, кв. 4[5].

## В искусстве
Упоминается в «Марсельезе оборонцев», пародийном произведении рабочего И. С. Логинова на мотив Рабочей Марсельезы, популярном в кругах эсдеков-интернационалистов во время Первой мировой войны:
Вставай, подымайся, эсдек-патриот,
Вставай на врага-иноземца
И бей пролетария-немца.
Вперёд, вперёд, вперёд!
Так кричат сам Георгий Плеханов,
Гендерсон, Биссолати и Гед,
В Государственной думе Бурьянов
Подпевает им дружно в ответ: (повтор припева)

### Архивы
- Российский государственный исторический архив. Фонд 1278. Опись 9. Дело 109.